# 爱神丘比特的教育
《丘比特的教育》是 意大利画家安东尼奥·达·柯勒乔的一幅油画，绘于 1525年，现藏于伦敦国家美术馆。 它描绘了丘比特、墨丘利和维纳斯。